# 田代松意
田代 松意（たしろ しょうい、生没年不詳）は、江戸時代前期に活躍した俳人。談林派の一人。名は秀延、通称は新左衛門、別号に談林軒（檀林軒とも表記される）、冬嶺堂等がある。

## 経歴・人物
幼年期の経歴についてはほとんど不明だが、後に西山宗因から俳諧を学んでいる。当時大坂で流行していた宗因の作風を踏まえた事で、1613年（寛文13年）頃に江戸の神田鍛冶町（現在の千代田区）に在住していたと伝えられ、後に同地で松意と同じ談林派に属していた野口在色、三輪一鉄らと共に「俳諧談林」を結成した。
後に井原西鶴との共著等の多くの著書を刊行し、1675年（延宝3年）に師匠であった宗因の作風を踏襲した著書『談林十百韻』を刊行すると、談林派における代表的な詩人となり名を馳せた。その後の経歴についてもほとんど分かっていないが、晩年は俳諧から退いたとされている。なお、松意の本姓は高木とされているが、近年では誤りとされている。

## 主な著作物

### 主著
- 『談林十百韻』- 俳諧撰集。全2冊、10巻からなり、在色、一鉄、小沢卜尺等談林派の9人の俳人の共著。
- 『談林軒端の独活』- 1680年（延宝8年）刊行[3]。
- 『功用郡鑑』- 1681年（天和元年）刊行[2][注釈 3]。

### その他の著書
- 『夢助』- 1679年（延宝7年）刊行。